# Fexhe-le-Haut-Clocher
Fexhe-le-Haut-Clocher (fɛksləoklɔʃe, wa. Fèhe-å-Hôt-Clokî) – miejscowość i gmina (commune) w Belgii, w Regionie Walońskim, w prowincji Liège, w okręgu Waremme. 1 stycznia 2024 roku liczyła 3426 mieszkańców.

## Podział administracyjny
W skład gminy wchodzą cztery dzielnice (section):
- Freloux
- Noville
- Roloux
- Voroux-Goreux

## Współpraca
Miejscowość partnerska:
- Ailly-le-Haut-Clocher, Francja